# Oxynotus japonicus
Oxynotus japonicus е вид хрущялна риба от семейство Oxynotidae.

## Разпространение
Видът е разпространен в Япония.